# Gastón Pauls
Gastón Pauls, né à Buenos Aires le 17 janvier 1972, est un acteur et producteur de cinéma argentin.

## Biographie
Il a commencé sa carrière en tant que présentateur d'une émission télévisée musicale, puis a commencé à travailler en tant qu'acteur dans un soap opera (Montaña Rusa) en 1994, et une série télévisée (Verdad consecuencia) en 1996. Il obtient son premier grand rôle au cinéma en 1997, dans le film Territoire Comanche, mais c'est en 2000, avec le film Les Neuf Reines, qu'il obtient la reconnaissance internationale.
En 2001, il remporte le prix du meilleur acteur au festival du cinéma d'Amérique latine de Biarritz pour son rôle dans les Neuf Reines (prix partagé avec Ricardo Darín) et il est nommé dans la catégorie du meilleur acteur aux Premios Cóndor de Plata pour son rôle dans Nueces para el amor. En 2006, il est encore nommé aux Premios Cóndor de Plata pour son rôle dans Iluminados por el fuego et remporte le prix du jury de la meilleure performance d'acteur au festival du cinéma d'Amérique latine de Trieste pour son rôle dans Fuga.
Depuis 2007, il vit en couple avec l'actrice argentine Agustina Cherri, avec qui il a eu une fille, née en 2009. Il est le frère de l'écrivain Alan Pauls.

## Filmographie non exhaustive
- 1996 : Territoire Comanche : Manuel
- 1998 : El desvío : Sebastian
- 1998 : La sonámbula : Gorrión
- 2000 : Les Neuf Reines : Juan
- 2000 : Nueces para el amor : Marcelo
- 2000 : Felicidades : Julio
- 2001 : Sábado : Lui-même
- 2002 : Loco 33 : Jimmy Ferreira
- 2002 : Anticorps (Antibody) : Pacio
- 2003 : Rapid Exchange : Javier
- 2005 : Las mantenidas sin sueños : Martin
- 2005 : La suerte está echada : Guillermo
- 2005 : Iluminados por el fuego : Esteban Leguizamón
- 2006 : Fuga : Ricardo Coppa
- 2008 Che, 2e partie : Guerilla : Ciro Bustos
- 2012 : Días de vinilo : Damián
- 2013 : 20.000 Besos : Golstein
- 2019 Le Prince : Che Pibe